# Apollo i Dafne (obraz Antonia Pollaiuola)
Apollo i Dafne – obraz włoskiego malarza Antonia Pollaiuola znajdujący się w kolekcji National Gallery w Londynie
Historia Apolla i Dafne opisana została w Metamorfozach Owidiusza. Dramatyczna opowieść o nieszczęśliwej miłości była bardzo trudna do zilustrowania w jednej scenie. Artysta stał przed zadaniem ukazania pościgu, trwogi uciekającej, pożądania Apolla i przemiany Dafne. Pollaiuolo pierwszemu udało się połączyć wszystkie elementy mitu.

Mit opowiada o Dafne, córce boga rzeki, w której bez wzajemności zakochał się Apollo. Dziewczyna nie odwzajemniała uczucia i złożyła śluby czystości. Apollo nie dawał za wygraną i pragnął za wszelką cenę zdobyć ukochaną. Ta poczęła uciekać przed zalotami boga i dobiegłszy do rzeki Penejosa zawołała: 

„Ojcze, ratuj, jeśli jesteś bogiem. Albo rozstąp się Ziemio, albo zabierz moją piękność, przemień postać”. Zaledwie to wyrzekła, dziwne odrętwienie wiąże jej ciało: miękką pierś obleka cienka kora, włosy przechodzą w liście, ramiona w gałęzie. Stopę, tak lekką dotąd, pętają twarde korzenie. Z czoła wystrzela wierzchołek, ale wdzięk jeszcze pozostał. (Owidiusz, „Metamofozy”, 1,547-554)

## Opis obrazu
Mit o Apollo i Dafne był uważany przez chrześcijańskich interpretatorów za triumf cnoty nad lubieżnością. Wielkość obrazu Pollaiuolo może wskazywać, iż jego przeznaczeniem było ozdobienie skrzyni posażnej zwanej cassone. Artysta ukazał Dafne jeszcze prawie w postaci kobiecej, jedynie jej ramiona uległy już metamorfozie. Jej talię w rozpaczy obejmuje Apollo. Oboje ubrani są w stroje XV – wiecznych bogatych florentczyków. Pollaiuolo zgodnie z ideą Piera della Francesca, umieścił postacie na tle szerokiego pejzażu, toskańskiego krajobrazu z przepływająca rzeką Arno.